# Haworthia villosa
Haworthia villosa är en grästrädsväxtart som beskrevs av M. Hayashi. Haworthia villosa ingår i släktet Haworthia och familjen grästrädsväxter. Inga underarter finns listade i Catalogue of Life.